# مجموعه تپه‌های دهنو
مجموعه تپه‌های دهنو مربوط به دوران‌های تاریخی پس از اسلام است و در شهرستان داراب، روستای دهنو واقع شده و این اثر در تاریخ ۲۵ اسفند ۱۳۷۹ با شمارهٔ ثبت ۳۳۸۶ به‌عنوان یکی از آثار ملی ایران به ثبت رسیده است.